# 肇州县
肇州县在中国黑龙江省南部，是大庆市下辖的一个县。因金太祖完颜阿骨打在此击败辽兵，奠定了建立金国的基础，因此在金建国之后，认为此地是“祖宗肇兴”之地，故名。縣人民政府駐肇州鎮。

## 人口
2009年末人口47万，其中肇州县人口465，253人（肇州县2009年统计公报），在肇州县境内大庆油田采油十厂人口0.5万人（大庆市公安局朝阳沟分局统计）。
根據第七次人口普查數據，截至2020年11月1日零時，肇州縣常住人口為306036人。

## 历史
- 1913年中华民国二年，黑龙江省奉令废府、州、厅，改县。肇州直隶厅改为肇州县；
- 1914年（民国三年），肇州县东部的肇东设治局，升格为肇东县；
- 1934年起，肇州县改属于满洲国滨江省。1945年8月15日后为中华民国滨江省肇州县；
- 1935年满洲国康德三年，旗县分治，沿松花江地带划归郭尔罗斯后旗（现肇源县）；

1945年－1949年，肇州縣屬嫩江省管轄

- 1945年12月14日隶属于中国共产党领导的松江省哈西专员公署；
- 1946年3月29日改属于中共设立的吉江省；
- 1946年6月16日肇州县成为中共领导的嫩江省第四行政专员公署所在地并隶属之。第四行政专员公署又叫三肇行署，民间也叫肇州行署；
- 1949年4月嫩江省撤销，肇州县隶属黑龙江省；
- 1959年9月26日——中国黑龙江省肇州县大同镇“松基３井”喷油，标志大庆油田被发现。
- 1960年大庆区划归安达市。
- 1992年肇州县和绥化地区另一个县肇源县，齐齐哈尔市所辖的林甸县、杜尔伯特蒙古族自治县划归大庆市领导。

## 气候
肇州县位于北半球中高纬度带，是典型的大陆性气候；属温带半干旱地区，四季气候变化显著，冬暖干湿分明，年平均气温3.6℃，极端低气温-36.8℃，极端高气温38.1℃；平均日照时数2899.4小时；年平均降水量53.1毫米。

## 地理
肇州县位于黑龙江省西南部，是中国东北地区的地理中心，松辽盆地的中心，面积2456平方公里，向东通过省道305在肇东市与国道301相接通往黑龙江省省会哈尔滨市，距离120公里；向北通过国道203在安达市国道301相接通往大庆市，距离110公里；向南通过国道203在肇源县过肇源松花江公路大桥通往吉林省松原市80公里。
肇州县是大庆油田的重要组成部分，年产石油100万吨以上，是大庆油田替代产业的天然气所在地，目前发现的两个千亿立方米气田都在肇州县境内。

## 行政区划
下辖6个镇、6个乡、2场：
肇州镇、永乐镇、丰乐镇、朝阳沟镇、兴城镇、二井镇、双发乡、托古乡、朝阳乡、永胜乡、榆树乡、新福乡、乐园良种场和卫星种畜场。
- 镇：
  - 肇州镇，肇州县人民政府所在地，位于肇州县南部，人口11万，其中县城人口8万。
  - 兴城镇，位于肇州县北部，人口4.6万，镇内人口1.0万，是大庆油田庆深气田所在地。
  - 朝阳沟镇，大庆油田第十采油厂所在地，位于肇州县东南部，人口3.5万，镇内人口1.2万，其中第十采油厂人口0.5万。
  - 丰乐镇，位于肇州县中部，人口3.3万，镇内人口1.4万。
  - 永乐镇，位于肇州县西部，人口2.4万，镇内人口0.4万。
  - 二井子镇，位于肇州县东部，人口4.1万，镇内人口0.5万
- 乡：托古乡、朝阳乡、新福乡、双发乡、永胜乡、榆树乡。
- 场：乐园良种场、卫星种畜场。

## 交通
- 203国道过境。